# El Burgo de Osma-Ciudad de Osma
El Burgo de Osma-Ciudad de Osma es un municipio español de la provincia de Soria, en la comunidad autónoma de Castilla y León. Recibe su nombre de dos localidades históricamente diferentes que se encuentran en él: la ciudad de Osma y la villa de El Burgo de Osma. Es cabecera del partido judicial de El Burgo de Osma y de la comarca de las Tierras del Burgo. 
Osma es el núcleo histórico altomedieval, mientras que El Burgo de Osma es la villa aledaña que nace con la decisión de la construcción de la de Nuestra Señora de la Asunción y la creación, en el siglo VI, de la diócesis de Osma, una de las más antiguas de España. Osma obedecía al poder feudal mientras que El Burgo al religioso. Fue declarada villa de interés turístico en 1962 y conjunto histórico-artístico en 1993.
El municipio, que comprende también las localidades de Alcubilla del Marqués, Barcebal, Barcebalejo, Berzosa, Lodares de Osma, La Olmeda, La Rasa, Santiuste, Torralba del Burgo, Valdegrulla, Valdelubiel, Valdenarros y Vildé, además de los despoblados de Navapalos y Velasco, tiene una población de 5204 habitantes (INE 2024).

## Geografía

Término municipal de Burgo de Osma-Ciudad de Osma

### Ubicación
El municipio está situado en la mitad occidental de la provincia de Soria, en el este de la comunidad autónoma de Castilla y León, en la confluencia de los ríos Ucero y Abión, afluentes del Duero. Cruza el término municipal la carretera N-122, que une Zaragoza con Portugal. La localidad capital del municipio está situada a una altitud de 893 m sobre el nivel del mar.
| Noroeste: Fuentearmegil         | Norte: Valdemaluque y Nafría de Ucero          | Noreste: Rioseco de Soria y Talveila  |
| Oeste: San Esteban de Gormaz    |                                                | Este: Quintanas de Gormaz, Valdenebro |
| Suroeste: San Esteban de Gormaz | Sur: Fresno de Caracena y Villanueva de Gormaz | Sureste: Gormaz                       |

### Espacios protegidos
En el término municipal, e incluidos en la Red Natura 2000, se encuentran el lugar de importancia comunitaria conocido como Riberas del Río Duero y afluentes, que ocupa 130 hectáreas, el 1 % de su término,
y el lugar de importancia comunitaria conocido como Sabinares Sierra de Cabrejas, que ocupa 28 hectáreas, el 1 % de su término.

## Historia
La ciudad arévaca de Uxama Argaela tuvo su asentamiento en el cerro Castro, a muy poca distancia de la actual población de El Burgo de Osma, y allí permaneció durante la dominación romana. De ambos períodos quedan apreciables restos arqueológicos que lo atestiguan; tanto en el cerro de Uxama como en el llano, en el actual núcleo de Osma.

La ciudad celtíbera, de sustrato étnico arévaco, fue anexionada por Roma en el 99 a. C., siendo colonizada y repoblada por los conquistadores hasta las invasiones bárbaras de Hispania en el 409 d. C. En época visigoda mutó su nombre por el de Oxoma u Osoma, a la par que le era reconocida su importancia al ser encumbrada al rango de sede episcopal en el año 597. La invasión musulmana también caracterizó esta próspera ciudad a la que sus conquistadores llamaron Waxsima; de su permanencia en ella da fe la atalaya árabe que aún perdura en el cerro de Uxama.

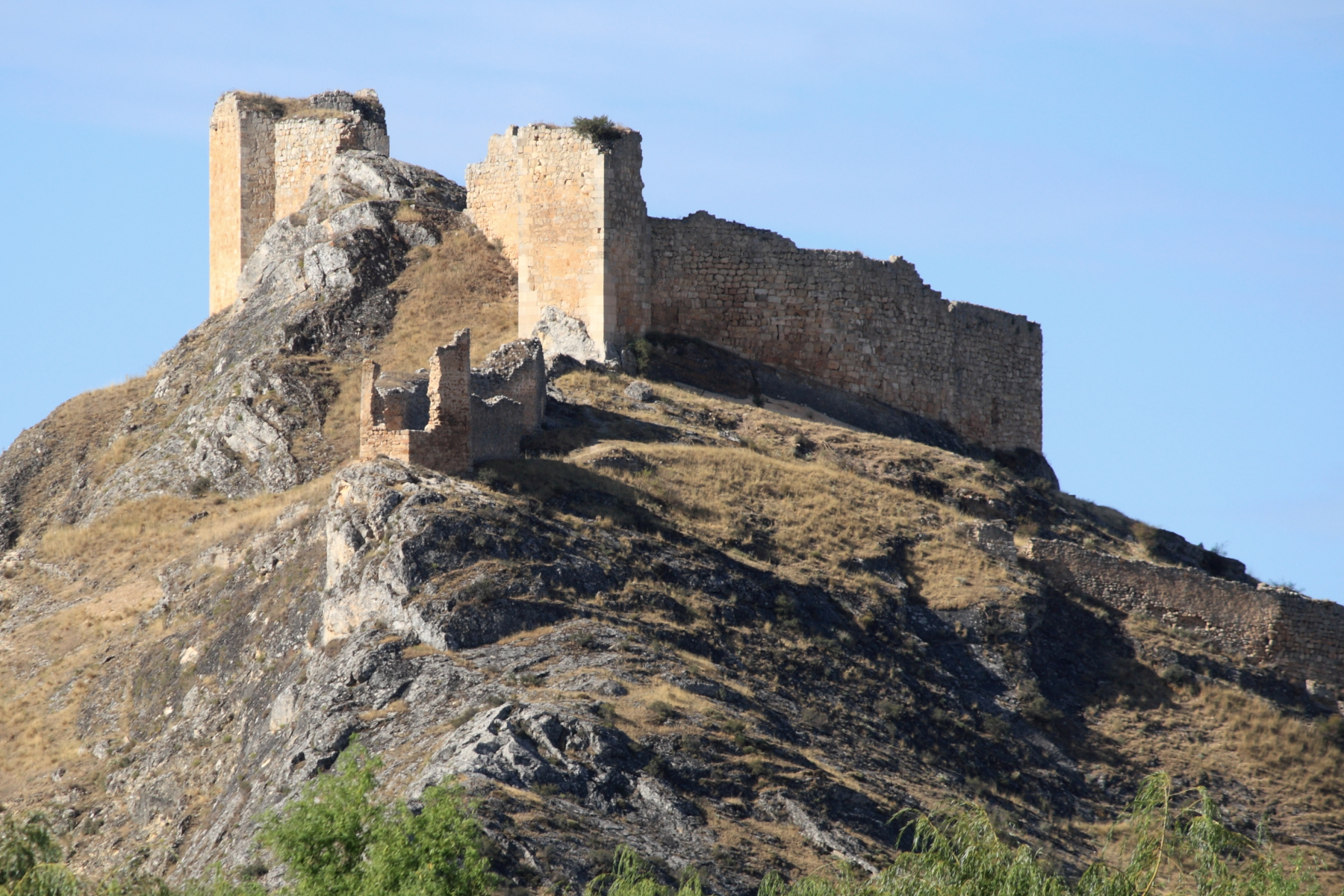
Castillo de Osma

Durante el siglo X, la Osma cristiana altomedieval —desplazada en ese momento al cerro vecino, en la margen izquierda del río Ucero, presidido por su castillo— sufre las mismas vicisitudes bélicas que las vecinas plazas fuertes de Gormaz y San Esteban, siendo repoblada en 912 d. C. y pasando con frecuente alternancia de unas a otras manos, para acabar definitivamente en las cristianas tras la desaparición de Almanzor en 1002.
De este periodo, el evento bélico más decisivo ligado a esta villa fue la batalla de Osma o del Barranco en 939, en la cual las huestes cristianas dirigidas por el rey Ramiro II de León y el conde de Castilla Fernán González derrotaron por completo al califa Abderramán III, produciéndose un punto de inflexión en las guerras fronterizas. A unos 20 kilómetros al este de El Burgo, se libró la legendaria, y para algunos mítica, batalla de Calatañazor en el año 1000, donde el caudillo Almanzor fue vencido por primera vez por una coalición de castellanos, leoneses y navarros, y contrajo la enfermedad (se especula con el tifus) que le llevaría a morir dos años después en Medinaceli, sumiendo al Califato de Al-Ándalus en el caos por motivo de desavenencias sobre su sucesión. A partir de entonces y progresivamente, la población fue abandonando el cerro del castillo y se trasladó al llano y ocupó el lugar de la actual población de Osma, en la orilla derecha del Ucero.
Restaurada la diócesis, Pedro de Bourges (San Pedro de Osma) es nombrado obispo de la misma, ocupando la sede entre 1101 y 1109. A él se atribuye la construcción de la primitiva catedral románica sobre la base de un antiguo templo visigodo dedicado a San Miguel, cuyos restos se encontraban en el burgo establecido en el llano de la otra margen, la izquierda, del río Ucero. Desde este momento, se produjo en el pequeño núcleo burgués una rápida transformación urbana en detrimento de Osma, alcanzando entidad jurídica independiente de ella por privilegio de Alfonso VIII, constituyéndose en la villa de El Burgo de Osma.

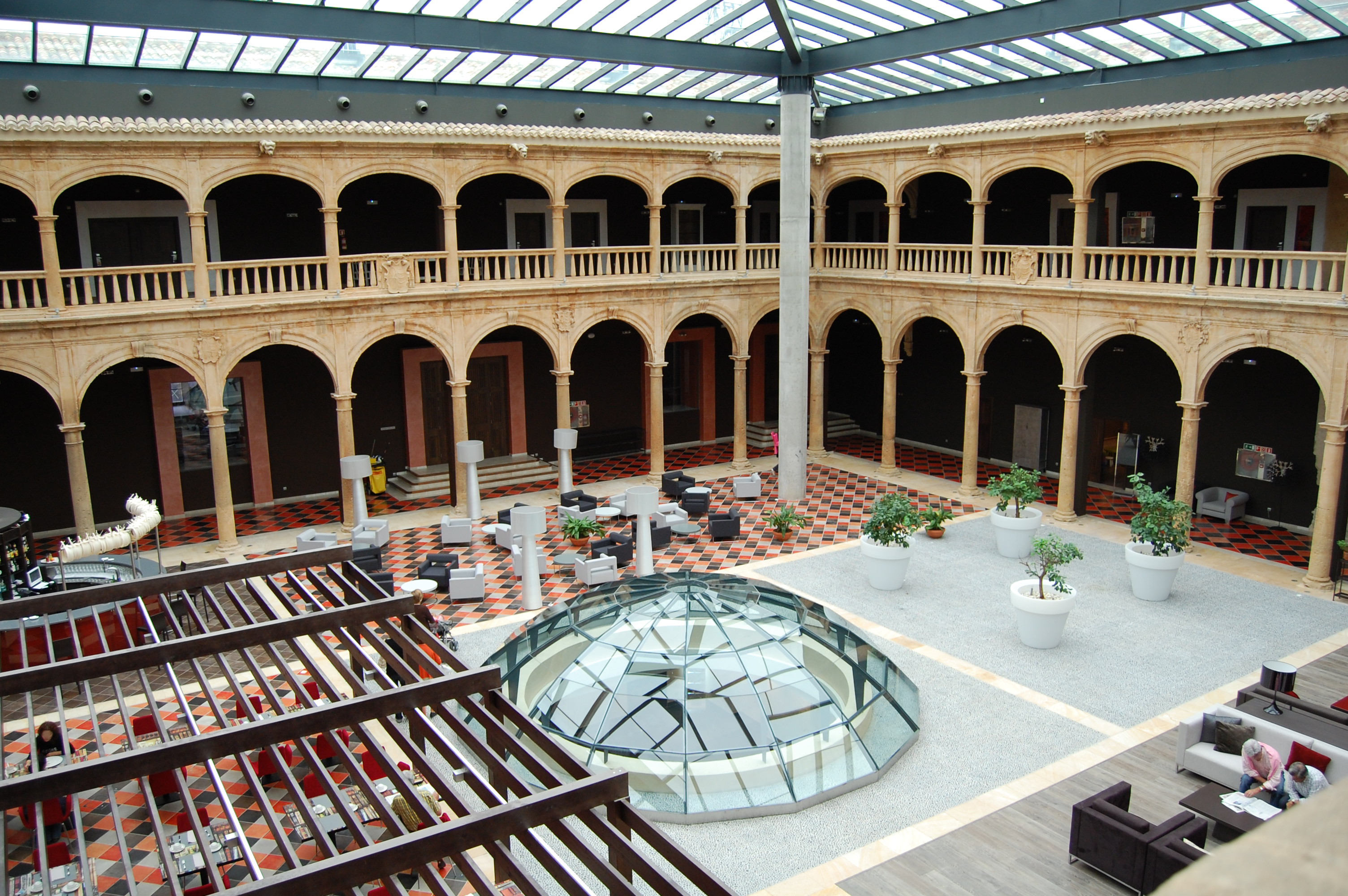
Interior de la Universidad de Santa Catalina, construida durante el Renacimiento.

El prelado oxomense Juan Domínguez, que ocupó la silla episcopal entre 1231 y 1240, ordenó la demolición de la catedral románica, obsoleta a su entender en tamaño y calidad, para reedificarla bajo los cánones estilísticos del novedoso arte gótico, siendo terminada la actual estructura gótica bajo el obispo Bermúdez en 1361. Otro mitrado, Pedro de Montoya, dotaría a la villa en el siglo XV de las murallas que hoy se conservan, así como también repararía las defensas del castillo en 1460. Durante el siglo XV, y hasta la secularización (Desamortización de Mendizábal) de 1836, se afianza el dominio de la Iglesia sobre la villa, que se convierte en tierra de propiedad eclesiástica durante siglos, siendo el diácono Bernabé (1331-1351) el primer señor-obispo que gobierna con plena autonomía, lo cual proporcionará una gran prosperidad a la población al permanecer ajena a las grandes convulsiones políticas españolas hasta el siglo XIX.
Otros grandes obispos en la historia de la villa fueron el mencionado padre Montoya, Pedro Álvarez de Acosta, instaurador en 1541 de la Universidad de Santa Catalina en el auge de la población burgense, y Antonio Calderón, quien edificó la actual casa consistorial y el trazado urbano definitivo reubicando la plaza mayor en 1766.

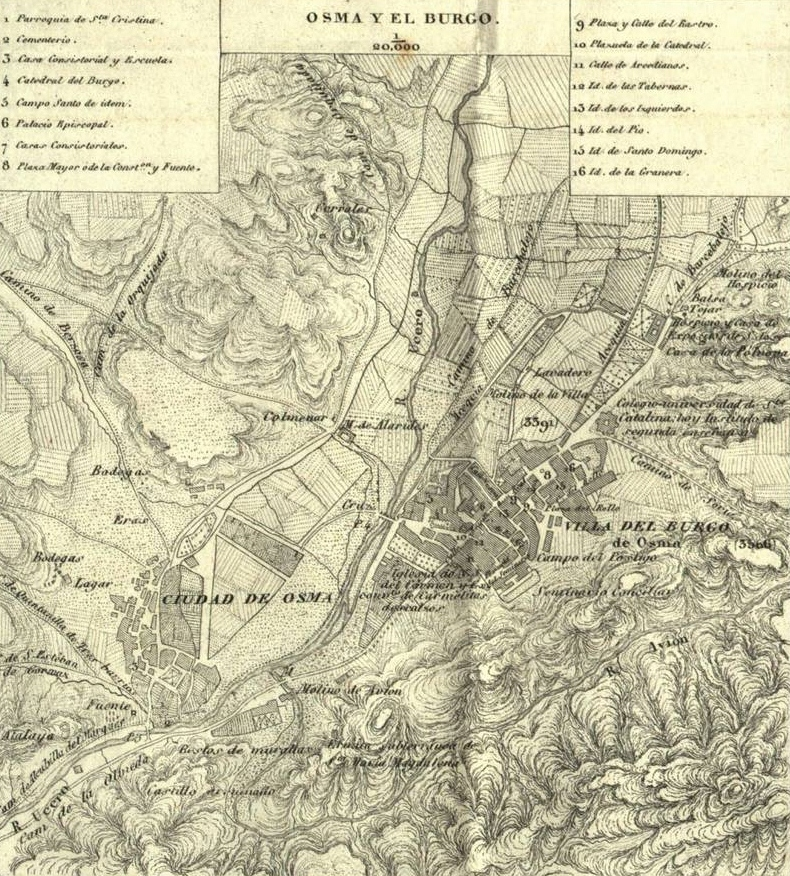
Mapa de las localidades de Osma y El Burgo por Francisco Coello (1822-1898) publicado en 1860.

En el censo de 1787, ordenado por el conde de Floridablanca, figuraba como villa cabecera del partido de El Burgo de Osma en la intendencia de Soria, con jurisdicción de abadengo y bajo la autoridad del alcalde mayor de señorío, nombrado por el obispo de Osma. Contaba con 2037 habitantes.
En efecto, una vez secularizadas las tierras de la villa, esta será escenario de combates durante la segunda guerra carlista (1834-1840). Antes, en 1808, durante la Guerra de la Independencia Española, había sido saqueada por las tropas galas del mariscal napoleónico Michel Ney.
En 1895 se abrió al tráfico la línea Valladolid-Ariza, que permitió la conexión de la comarca con el resto de la red ferroviaria española. El municipio contaba con la estación de Osma-La Rasa, una de las principales de la línea. La estación sería cerrada al tráfico de pasajeros en 1985, mientras que la línea fue clausurada en 1994.

## Demografía

### Evolución de la población
En 2021 la población ascendía a 5034 habitantes, 2533 hombres y 2501 mujeres. En cuanto a la evolución de su número de habitantes, la siguiente gráfica recoge toda la serie estadística española: 
| Gráfica de evolución demográfica de El Burgo de Osma (municipio) entre 1842 y 2020 |
| |
| Población de derecho (1842-1991, excepto 1857 y 1860 que es población de hecho) o población residente (2001-2011) según los censos de Población desde 1842. Entre el censo de 1857 y el anterior crece el término del municipio porque incorpora a Barcebal, Barcebalejo y Valdelubiel. Entre el censo de 1970 y el anterior crece el término del municipio porque incorpora a Alcubillas del Marqués, Berzosa, Lodares de Osma, Osma, Torralba del Burgo, Valdenarros, Vilde. Población según el padrón municipal de 2020 del INE. |

### Población por núcleos
| Núcleos               | Habitantes (2000) | Habitantes (2023) |
| --------------------- | ----------------- | ----------------- |
| El Burgo de Osma      | 3386              | 3577              |
| Alcubilla del Marqués | 57                | 26                |
| Barcebal              | 19                | 11                |
| Barcebalejo           | 72                | 34                |
| Berzosa               | 143               | 56                |
| Lodares de Osma       | 33                | 21                |
| Navapalos             | 1                 | desp.             |
| La Olmeda             | 22                | 24                |
| Osma                  | 989               | 1189              |
| Rasa (La)             | 49                | 122               |
| Santiuste             | 22                | 9                 |
| Torralba del Burgo    | 29                | 5                 |
| Valdegrulla           | 0                 | 0                 |
| Valdelubiel           | 46                | 29                |
| Valdenarros           | 28                | 9                 |
| Vildé                 | 70                | 46                |

## Administración y política
| Mandato   | Nombre                      | Grupo |
| --------- | --------------------------- | ----- |
| 1979-1982 | Martin Navas Lamata         | UCD   |
| 1982-1983 | Enrique Alonso Sotillos     | UCD   |
| 1983-1990 | Javier Gómez Gómez          | PP    |
| 1990-1995 | Santiago Bartolomé Martínez | PP    |
| 1995-1999 | Antonio Pardo Capilla       | PP    |
| 1999-2003 | Antonio Pardo Capilla       | PP    |
| 2003-2007 | Antonio Pardo Capilla       | PP    |
| 2007-2011 | Antonio Pardo Capilla       | PP    |
| 2011-2015 | Antonio Pardo Capilla       | PP    |
| 2015-2019 | Jesús Alonso Romero         | PP    |
| 2019-2021 | Miguel Cobo Sánchez-Rico    | PP    |
| 2021-2023 | Antonio Pardo Capilla       | PPSo  |
| 2023-     | Antonio Pardo Capilla       | PP    |

## Patrimonio
Toda la localidad es Conjunto Histórico desde el 24 de junio de 1993.

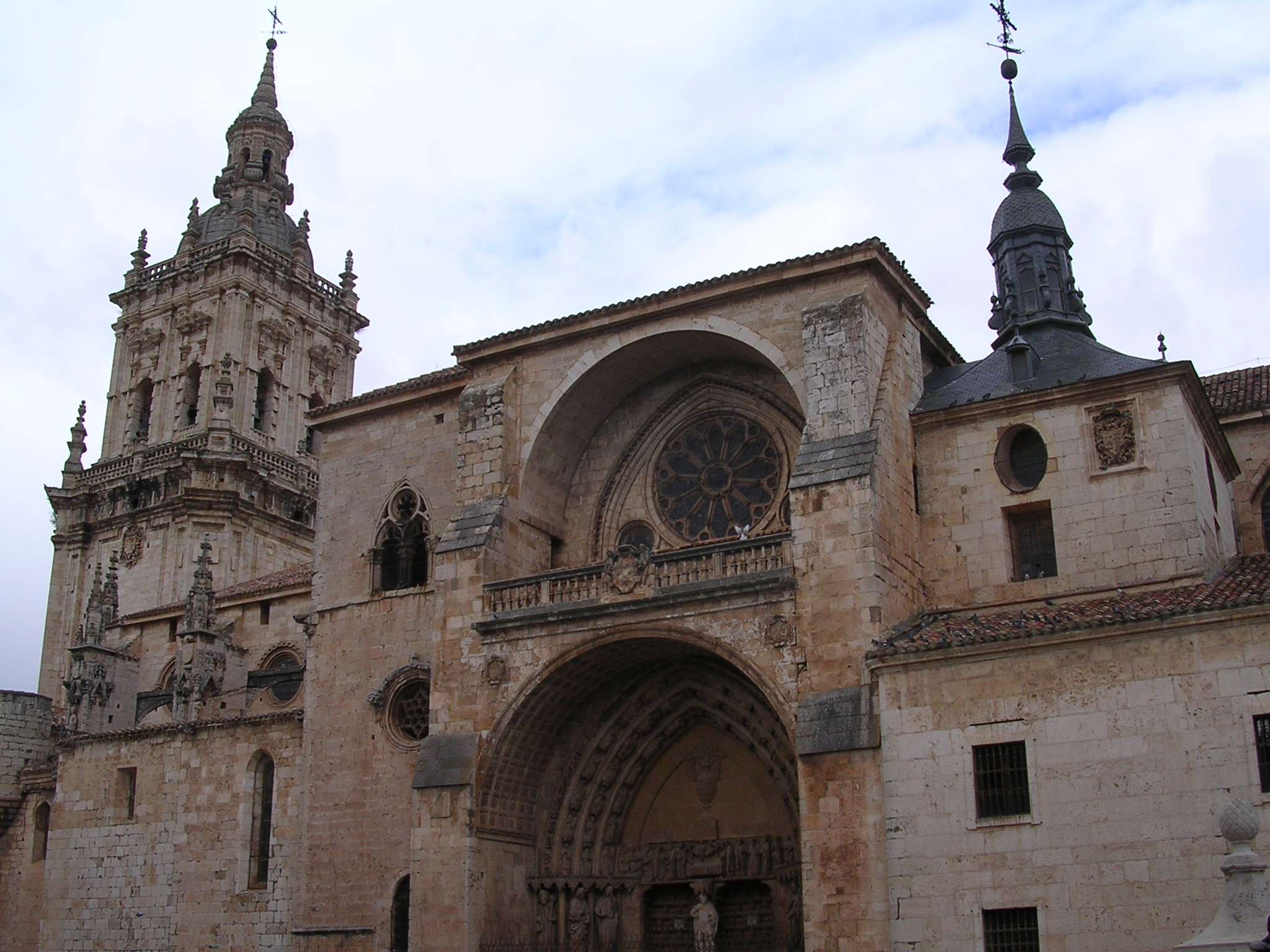
Catedral de Santa María de la Asunción
Se construyó sobre la primitiva románica, parcialmente derruida en 1232. De esta se conserva la sala capitular y algunos lienzos. En su interior alberga un beato escrito por el clérigo Pedro y miniado por Martino en 1086. El beato contiene un mapamundi que ofrece datos sobre la geografía espiritual de la época.
Fue declarada bien de interés cultural en la categoría de monumento el 3 de junio de 1931.
Antiguo Hospital de San Agustín

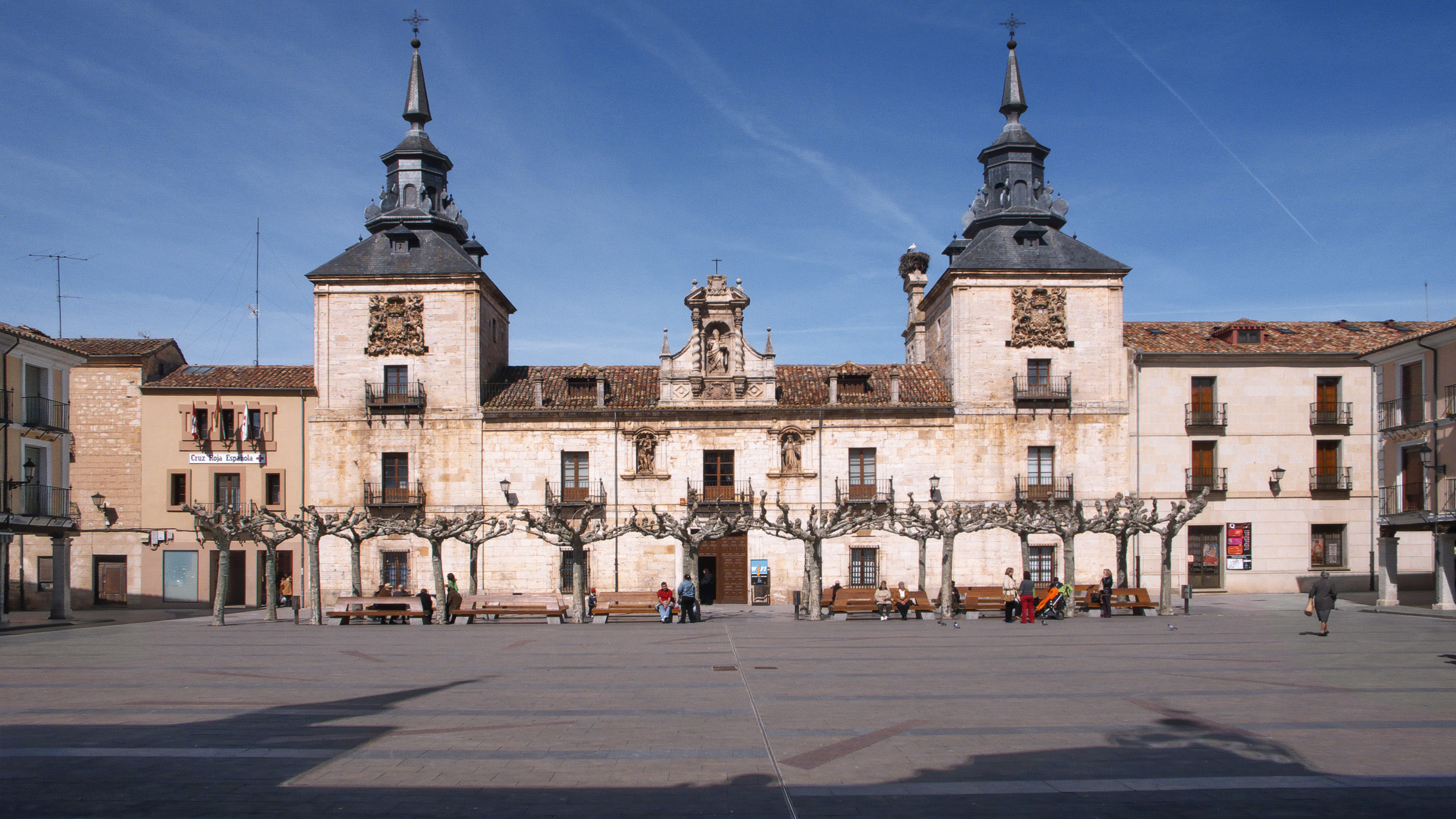
Hospital de San Agustín

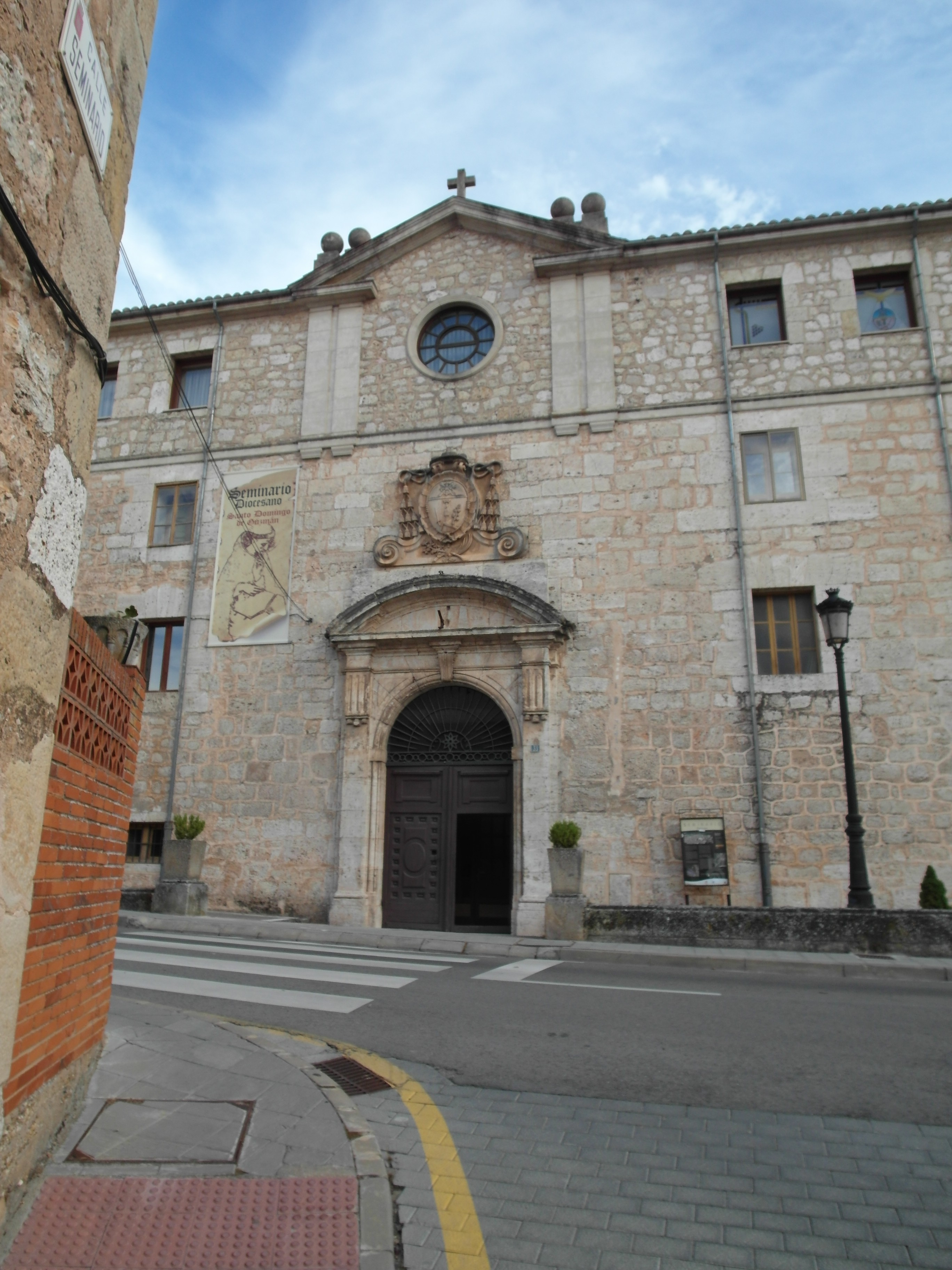
Seminario

Mandado construir por el obispo Arévalo y Torres se trata de uno de los edificios que preside la plaza Mayor, su arquitecto fue Cipriano Antonio Miguel y los maestros constructores fueron Ignacio Molcancán y Pedro Portilla. Se construyó entre 1694 y 1699. Actualmente acoge el centro cultural de la Villa. Edificio de planta cuadrada con patio central. La fachada es la parte más interesante del edificio: sigue el modelo de palacio Casa de Austria, de tipo alcázar, con dos torres achapiteladas que flanquean el rectangular cuerpo central. Fue declarado bien de interés cultural en la categoría de monumento el 11 de marzo de 1999.
Plaza Mayor
Se trata del centro de la villa y es uno de los mejores ejemplos de plaza castellana que se puede contemplar. Lo presiden el Hospital de San Agustín y el Ayuntamiento, construcción neomudéjar de 1771, presidido por un reloj. La plaza es el centro de las actividades festivas y sociales del Burgo de Osma.
Calle Mayor y calles aledañas

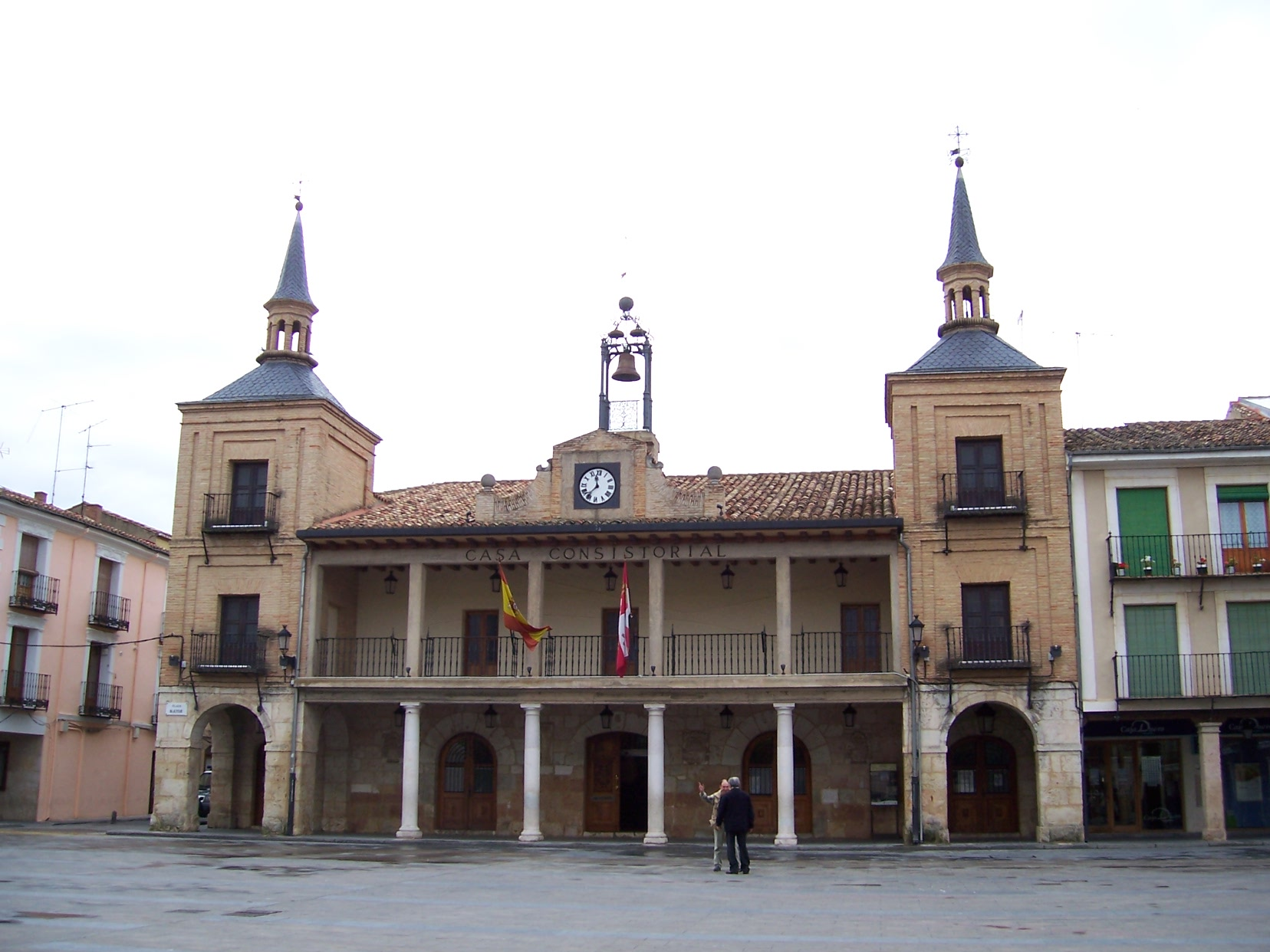
Edificio del ayuntamiento de El Burgo de Osma, construido en el

La columna vertebral de la villa del Burgo de Osma está soportalada en su lado norte. En total (contando también la plaza Mayor) el conjunto se sustenta por 125 columnas. En la calle se ven importantes muestras de arquitectura popular y también un tramo de muralla (a la altura del Arco del Cubo, donde además podemos contemplar un antiguo pilón). Un poco más adelante se encuentra la única calle de la villa que consta de soportales a ambos lados: Obispo Rubio Montiel, donde también se pueden contemplar importantes muestras de arquitectura popular. Entre la Catedral y el Palacio Episcopal destaca un rincón del Burgo conocido popularmente como el Caracol (calle Santo Domingo), desde donde se contemplan algunas de las vistas más peculiares de la seo burgense. En el tramo norte a través de la calle Ruiz Zorrilla, se puede acceder a la plaza de Santo Domingo, con soportales y donde se encuentra uno de los símbolos del Burgo de Osma: la fuente del Mono. 
Palacio episcopal

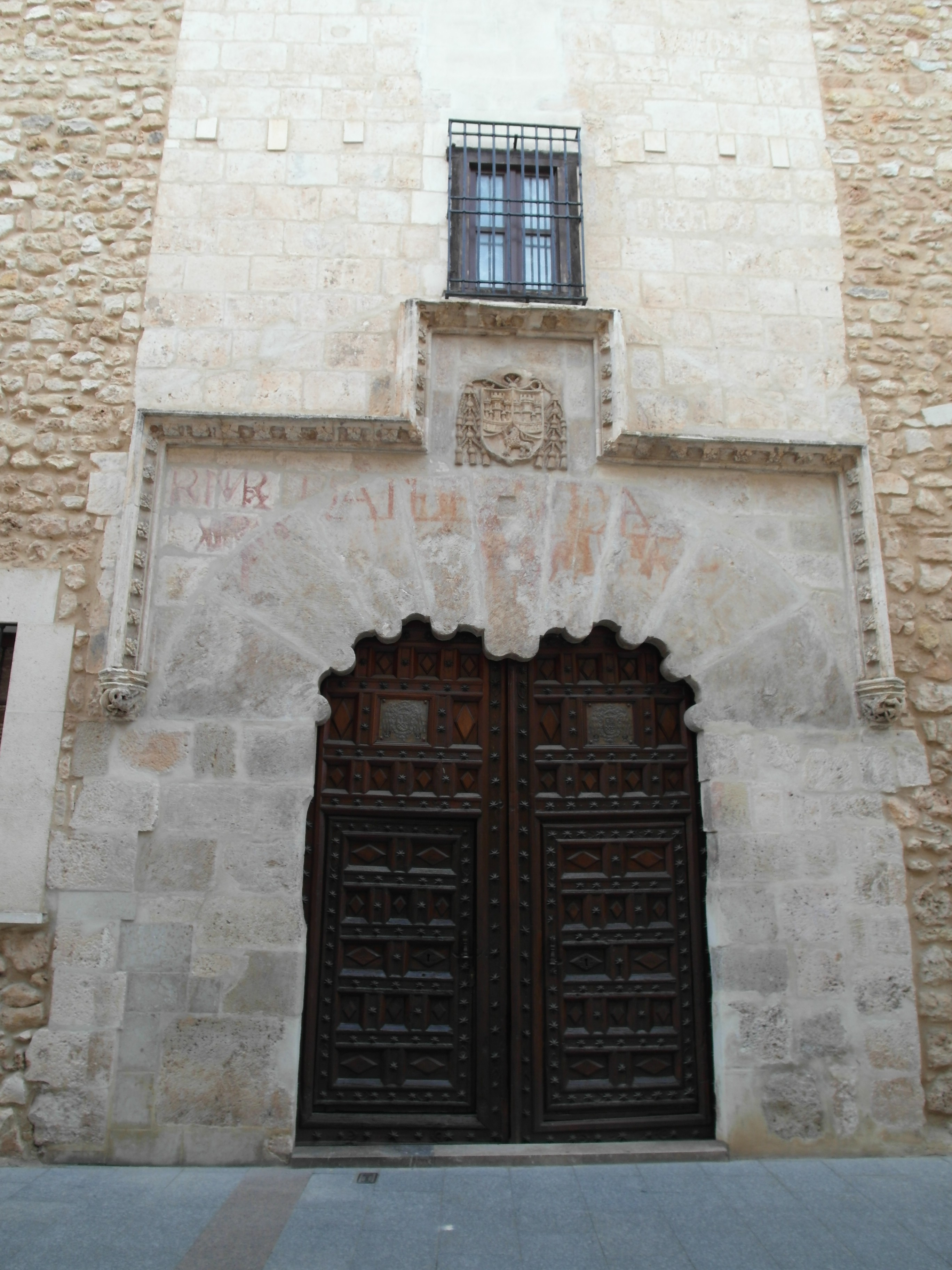
Puerta del palacio episcopal

Acoge el Archivo Diocesano y destaca muy especialmente por su fachada y por la portada: un arco conopial. Fue mandado construir el palacio, por el obispo Alfonso Enríquez en el siglo XVI.
Muralla

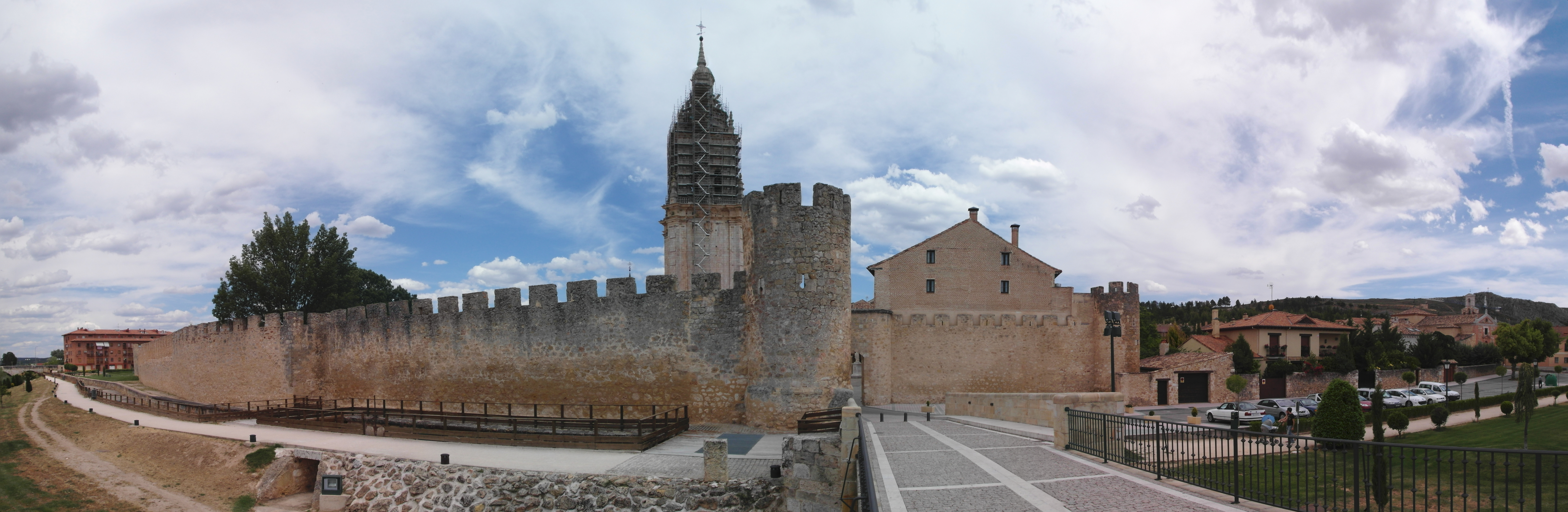
Vista parcial de la muralla

La muralla del Burgo de Osma fue construida por orden del obispo Pedro de Montoya el año 1458 y en su mayor parte se demolió durante el siglo XVIII. Actualmente se pueden contemplar dos tramos bien conservados: la zona del Arco del Cubo (calle Poeta Malo de Molina) y especialmente el paseo que hay paralelo a la carretera de la La Rasa.
Universidad de Santa Catalina
Importante ejemplo de estilo plateresco mandado construir por el obispo portugués Pedro Álvarez de Acosta en el año 1550. Bernasconi la reformó en el siglo XVIII. En la fachada de sillares destacan los escudos que franquean la imagen de Santa Catalina, se trata de la heráldica de Acosta y también de Felipe II, escudo que preside el conjunto. En el interior, todo se organiza a través de un gran patio central con arcadas y una impresionante escalinata.Actualmente es un complejo hotelero.
Convento del Carmen
La iglesia fue inaugurada en el año 1607 y se adscribe al canon del Carmen Reformado. La talla de la Virgen del Carmen en el interior es uno de los centros de devoción del municipio. Destaca especialmente el órgano francés construido a principios del siglo XIX para el convento carmelita de la ciudad francesa de Agen.
Seminario de Santo Domingo de Guzmán
Mandado construir por el confesor del rey Carlos III, Joaquín de Eleta, se trata de una obra neoclasicista realizada con planos de Francesco Sabatini y como jefe de obra se contaba con Luis Bernasconi. De fachada sobria, en el interior destaca su biblioteca con cerca de 12 000 volúmenes entre ellos varios incunables y los primeros libros impresos en la provincia de Soria en el año 1555.
Durante la guerra civil española fue utilizado como campo de concentración «para depurar las responsabilidades de los milicianos capturados en los frentes de Cataluña y Levante». El complejo albergó a más de 5000 prisioneros y funcionó desde septiembre de 1938 a agosto de 1939.
Hospicio
Importante obra neoclásica mandada construir por Carlos III a petición de Joaquín de Eleta. Fue encargado a Luis Bernasconi consta de 84 metros de largo 46 de ancho y 11 de alto, además de 365 ventanas.
Iglesia de San Antón. De pequeñas dimensiones, cercana al seminario, en la parte alta de la localidad. Del S. XVI y reformada en el S. XX.
Casas señoriales blasonadas ( existen algunos ejemplos repartidos por el centro histórico)
Iglesia de Santa Cristina de Osma
Situada en la Ciudad de Osma, este ejemplo de románico soriana guarda las reliquias de Santa Cristina (Cristina de Osma). Al lado de la iglesia destaca el puente romano sobre el río Ucero.

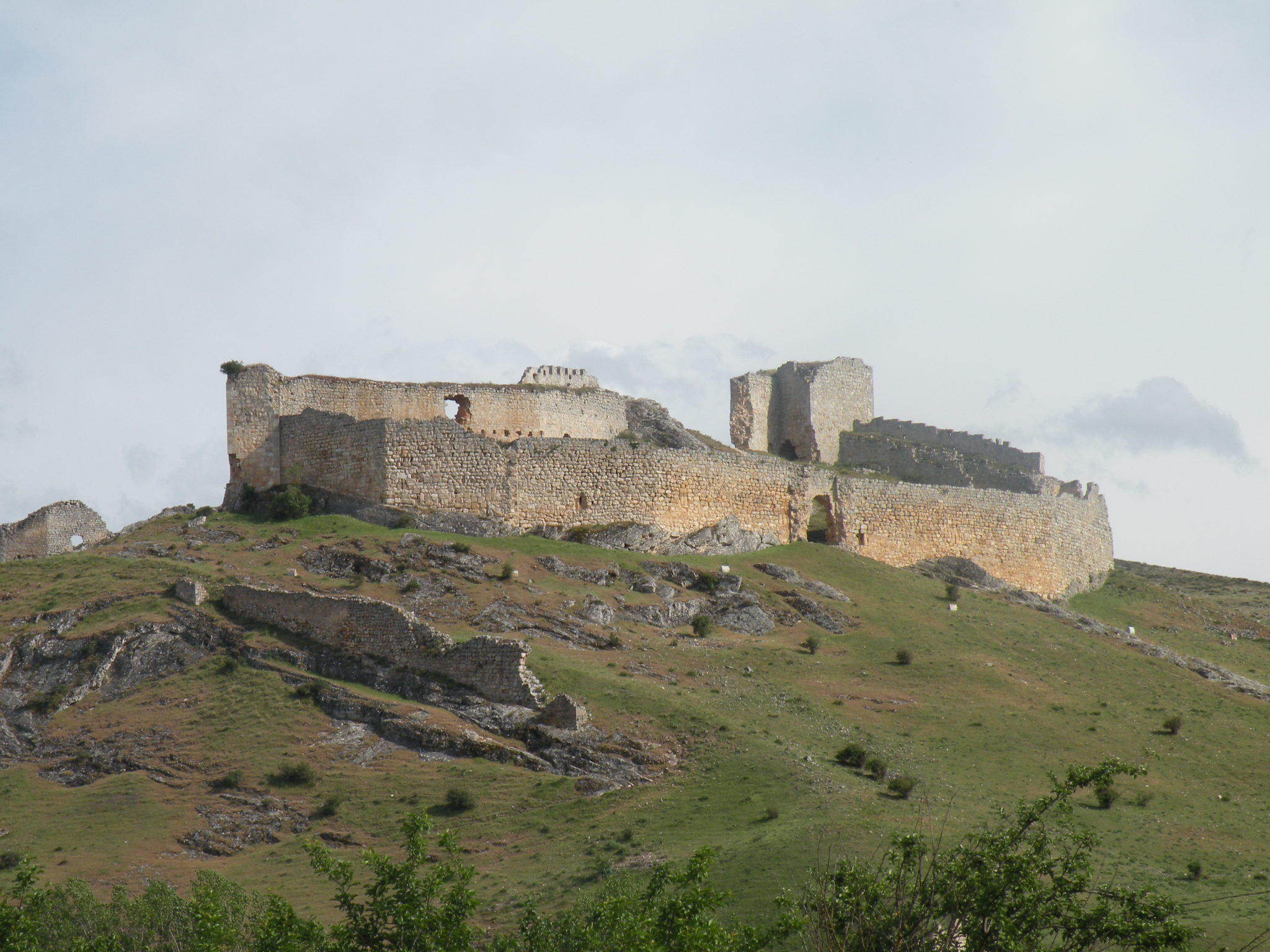
Castillo de Osma
Está situado en un cerro situado en la margen izquierda del río Ucero. La estructura del castillo es de triple recinto, si bien los dos más próximos al río prácticamente han desaparecido.
Atalayas

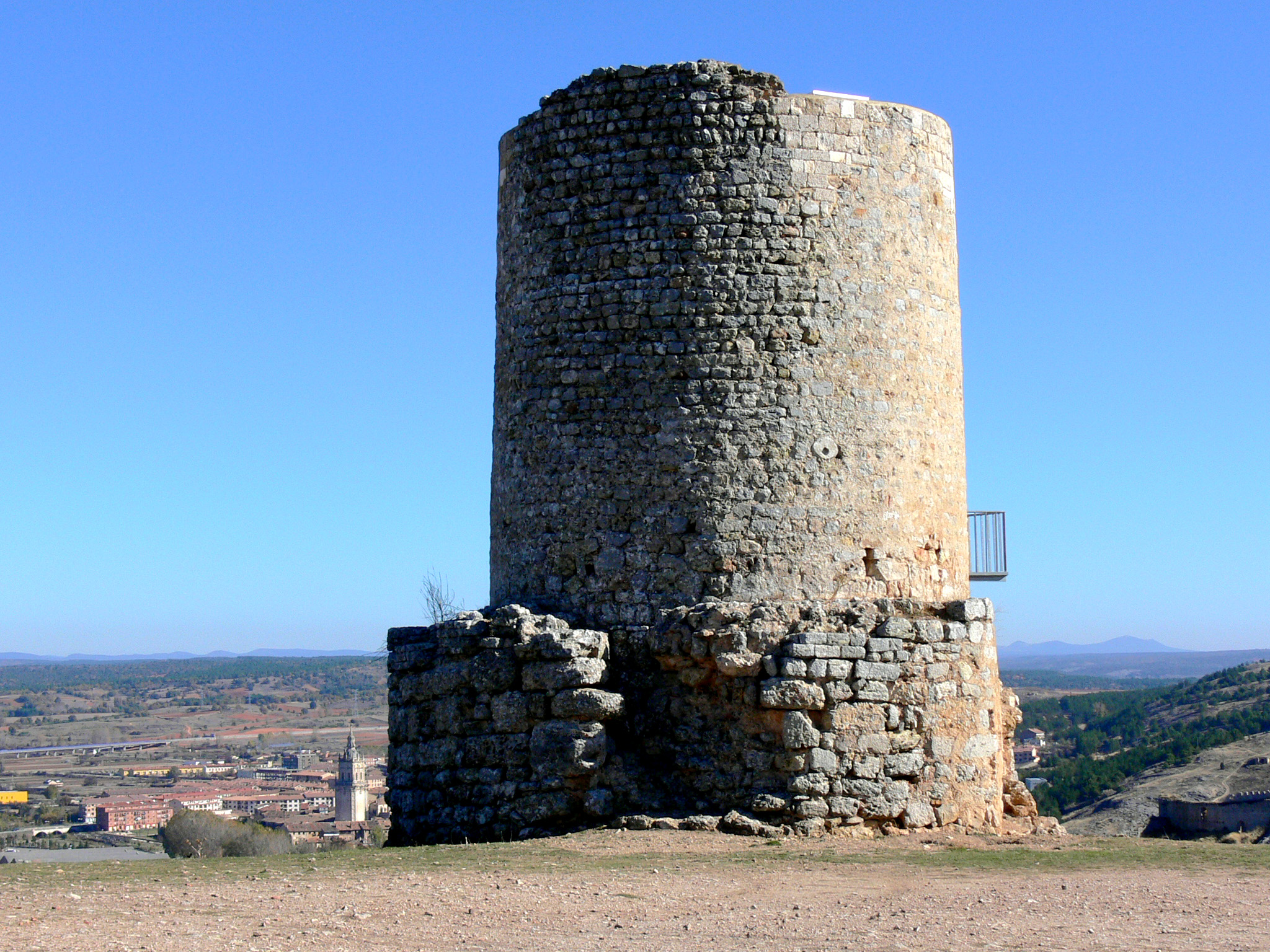
Atalaya de Uxama, una de las tres de la localidad

Varias atalayas se pueden observar en los alrededores de la ciudad.
Camino del Cid
El Burgo de Osma forma parte de esta ruta turístico cultural. En concreto del tramo denominado «El Destierro».

## Fiestas y tradiciones
Carnaval
Importantes festejos que rompen con el duro invierno, es tradicional ir a merendar a los montes cercanos durante Jueves Lardero y durante toda la semana se celebran bailes, rúas, actos populares...
Semana Santa
Declarada de Interés Turístico Regional por la Junta de Castilla y León destaca muy especialmente las procesiones de Viernes Santo (con más de una veintena de pasos procesionales) y también la llamada procesión del Encuentro (Domingo de Resurrección) donde se procesiona una imagen tallada por Juan de Juni. Los actos comienzan el llamado Viernes de Dolores y se llevan a cabo hasta el Domingo de Resurrección. Cada uno de los días de la Semana Santa burgense cuenta con sus procesiones y significado. Se organiza a través de la Cofradía de los Misterios y Santo Entierro de Cristo. El desarrollo de la Semana Santa burgense es el siguiente:
- Viernes de Dolores. Vía crucis hasta la Cruz del Siglo.
- Sábado de Pasión. Pregón de Semana Santa y Concierto coral.
- Domingo de Ramos. Bendición de Ramos y Palmas y Procesión de Ramos entre la parroquia de San Antón y la Catedral, con el paso de la «Entrada de Jesús en Jerusalén», conocido popularmente como «La Borriquilla».
- Lunes Santo. Procesión de la Piedad entre la Residencia San José (Hospicio) y la Catedral, con el paso de «La Piedad».
- Martes Santo. Vía Crucis penitencial desde el Seminario Diocesano hasta la catedral por la calle Universidad y la plaza Mayor, con los pasos «Ecce Homo», «Jesús Crucificado» y «La Soledad».
- Miércoles Santo. Misa Crismal y por la noche Procesión del Perdón con salida desde la iglesia de Santa Cristina de la Ciudad de Osma de los pasos «Beso de Judas», «Flagelación del Señor» y «Cristo de la Luz». Desde la Residencia de Santa Cristina sale el paso «Coronación de Espinas» y desde el Convento del Carmen, los pasos «Jesús de Medinaceli» y «Caída de Jesús» con destino a la Catedral.
- Jueves Santo. Por la tarde Santa Misa de la Cena del Señor y por la noche, Procesión del Silencio entre San Antón y la Catedral con los pasos «Cena del Señor» y «Oración en el Huerto».
- Viernes Santo. Tras una serie de actos durante el día en la Catedral por la noche tiene lugar uno de los momentos claves del calendario festivo burgense, la Procesión del Santo Entierro de Cristo. Se trata de una de las procesiones con mayor número de pasos de la región, durante esta noche desfilan por las calles del Burgo: Soldados romanos, cornetas y tambores, cruz procesional, estandarte de la Cofradía, encapuchados de la Cofradía, niños hebreos y los pasos «Entrada de Jesús en Jerusalén», «Santa Cena», «Oración en el Huerto», «Beso de Judas», «Flagelación del Señor», «Jesús atado a la columna», «Coronación de Espinas», «Ecce-Homo», «Jesús de Medinaceli», «Jesús con la cruz a cuestas», «Caída de Jesús», «La Verónica», «La Crucifixión», «Cristo de la Luz», «Virgen Dolorosa», «Descendimiento de Cristo», «La Quinta Angustia», «La Piedad», «Santo Sepulcro», «Virgen de la Soledad» y cerrando la comitiva la Banda de Música. Uno de los momentos más emotivos de la noche se produce cuando tras la procesión y con todos los pasos concentrados frente a la catedral en la plaza de San Pedro de Osma se procede al canto de La Salve.
- Sábado Santo. Por la noche procesionan por el paseo de las Murallas, la «Cruz Desnuda» y la «Soledad».
- Domingo de Pascua. Procesión del Encuentro, desde la Catedral sale el paso de «Cristo Resucitado» y desde la parroquia de San Antón el de la «Virgen de la Alegría». En la plaza Mayor se produce el encuentro de los dos pasos y se procede a retirar el velo de luto de la Virgen. Seguidamente ambos pasos van en dirección a la Catedral.

Corpus Christi

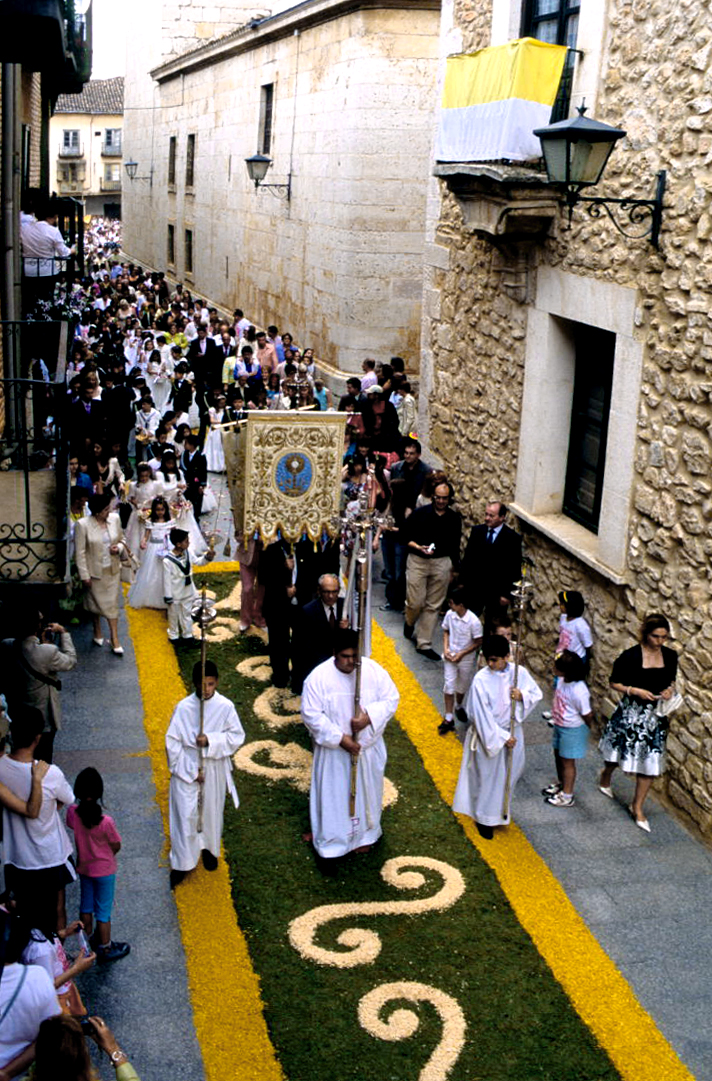
Procesión del Corpus

Realización de tradicionales alfombras florales con diferentes motivos y posterior procesión.
Festividad de la Virgen del Carmen
La villa del Burgo tiene una gran devoción por la Virgen del Carmen y por ello se celebra la festividad (16 de julio) con procesión y con el primer concierto de verano de la Banda de Música. Esta festividad es la primera en la que se toca y baila «La Rueda» del año, es por ello que tradicionalmente ha sido considerada el inicio del verano festivo en El Burgo de Osma.
Fiestas patronales de la Virgen del Espino y San Roque
Fiestas principales de la villa (del 14 al 19 de agosto) que se celebran desde 1600: las fiestas constan de actos tradicionales, festejos taurinos y es uno de los mejores momentos para apreciar una de las señas de identidad de la comarca del Burgo de Osma, el baile de la Rueda que se baila en círculos en la plaza Mayor desde el día 16 de julio hasta el 19 de agosto (último día de fiestas patronales). Destaca también la participación ciudadana que se canaliza a través de Peñas y otras agrupaciones festivas.
Las fiestas empiezan el día 14 de agosto con el pregón en la plaza Mayor, donde se concentran las Peñas de la localidad así como el resto de burgenses y visitantes. El pregón acostumbra a darlo el miembro de alguna peña que celebre una efeméride. A partir de ese momento dan comienzo los 6 días de fiestas del Burgo de Osma con el desfile de las Peñas acompañando a la Reina y las Damas. Por la mañana además de los actos religiosos tras las Dianas Floreadas (que se repetirán durante los restantes días de fiestas) se produce la salida de los Gigantes y Cabezudos del Burgo junto con la Banda. El centro neurálgico de los «Sanroques» (como se conocen las fiestas patronales) durante las mañanas de fiestas es la plaza de Santo Domingo (también conocida como El Rastro o plaza de los Cacharros) donde además de muchas peñas que preparan la comida del día se juntan muchas charangas y también tiene lugar la competición de cucaña al lado de la fuente del Mono. Hasta las 18 horas de los días 15, 16, 17 y 18 la sobremesa transcurre en los bares de la plaza Mayor o bien en los locales de las Peñas donde se preparan los bocadillos de los toros. A las 18 horas tiene lugar la Subida de los toros por parte de las peñas. Tras la actuación taurina del día (la Feria de San Roque suele consistir en dos corridas de toros, una novillada/rejoneo y una becerrada), las peñas bajan desde la plaza de toros a la plaza Mayor al son de sus charangas. En la plaza Mayor tiene lugar el baile de «La Rueda» que se repetirá hasta el día 19 mientras que en la plaza de Santo Domingo muchas peñas y sus charangas se concentran en las tradicionales «Porronadas». Por la noche la fiesta se traslada a los locales de las peñas así como a la verbena que tiene lugar en la plaza Mayor de la villa.
Este es el programa general y común durante los seis días de Sanroques, sin embargo algunos días tienen personalidad propia:
- 15 de agosto, Festividad de la Virgen del Espino: Ofrenda floral de la Reina y Damas a la Virgen. Por la noche fuegos artificiales.
- 16 de agosto, Festividad de San Roque: Procesión del Santo, Ofrendas de las Peñas a San Roque durante la Misa de San Roque y Subasta de Frutos a cargo de la Cofradía de San Roque. A la bajada de los toros y antes del baile de la Rueda se produce la «Sanrocada» en la plaza Mayor, consistente en el cántico del himno de las fiestas por parte de los peñistas y resto de burgenses y visitantes, el «¡Ay, San Roque!» seguido del canto de otras canciones del cancionero popular de las fiestas del Burgo. Por la noche tiene lugar la quema de la última colección de fuegos artificiales.
- 19 de agosto: Las fiestas se cierran con una Caldereta Popular por parte de las Peñas y el Ayuntamiento en la plaza de toros. Posteriormente tiene lugar la última bajada desde la plaza de toros a la plaza Mayor para cantar el «Pobre de mí» y el «¡Ay, San Roque!» por última vez.

Peñas
Durante los Sanroques juegan un papel protagonista las Peñas de las que forman parte multitud de vecinos del Burgo y visitantes. Formar parte de una Peña quizás sea la mejor forma de entrar en fiestas, cada peña tiene su propio programa de actos y muchas coinciden en desarrollar almuerzos, comidas, cenas y fiestas en los locales durante la noche. Algunas destacan además por la calidad de sus charangas. Las Peñas del Burgo se caracterizan por sus colores, que durante las fiestas tiñen toda la vila.
Iniciativas
Para recuperar la plaza de Santo Domingo vaciado de comercios durante las últimas décadas, se inició una intervención de sus persianas por artistas locales en 2019, auspiciada por el colectivo Pintamonos, alojada en El Hueco Oxma, un espacio para incentivar la innovación y el emprendimiento en el medio rural. La plaza popularmente conocida como "La plaza de los Cacharros" se ha convertido así en un centro de arte urbano. Colaboraron en este proyecto la comisaría de exposiciones Rosa Martínez Delgado y como artista invitado el pintor Daniel Garbade. La iniciativa siguió el evento de arte urbano de Pintamonos en 2018.

## Ciudades hermanadas
- Soulac-sur-Mer (Francia)
- Cartagena (España)
- Puebla de los Ángeles (México)
- Osacáin (España)